# Araneus praedatus
Araneus praedatus là một loài nhện trong họ Araneidae.
Loài này thuộc chi Araneus. Araneus praedatus được Octavius Pickard-Cambridge miêu tả năm 1885.